# ویسی (بهبهان)
ویسی گل زرد (بهبهان)، روستایی از توابع بخش تشان شهرستان بهبهان در استان خوزستان ایران است. این روستا با شهرستان بهبهان ۲۴کیلومتر فاصله دارد. مردم این روستا از طایفه ویسی ایل بزرگ بهمئی هستند.

## محصولات
اصلی‌ترین محصول این روستا خرما است که کیفیت و مرغوبیت خاصی دارد و از دیگر محصولات می‌توان به گندم و لبنیات اشاره کرد.

## جمعیت
این روستا در دهستان تشان شرقی قرار دارد و براساس سرشماری مرکز آمار ایران در سال ۱۳۸۵، جمعیت آن ۱٬۰۳۲ نفر (۲۱۸خانوار) بوده‌است.

## نام
این روستا را به دلیل رویش گلهای زرد  در آن ویسی گل زرد می‌خوانند که در واقع منظور از گل زرد همان گل‌های زرد هستند که از گیاه (غندل) هست که خاکشیر از این گیاه گرفته می شود

## اماکن تاریخی
در انتهای روستا قلعه‌ای مخروبه موسوم به (فیل خانه) وجود دارد که منسوب به اتباع انگلیسی است و محل نگهداری اسب‌های آنان بوده‌است.